# Neoplectrura breedlovei
Neoplectrura breedlovei là một loài bọ cánh cứng trong họ Cerambycidae.